# 238e régiment d'infanterie (France)
Le 238e régiment d'infanterie (238e RI) est un régiment d'infanterie de l'Armée de terre française constitué en 1914 avec les bataillons de réserve du 38e régiment d'infanterie.
À la mobilisation, chaque régiment d'active crée un régiment de réserve dont le numéro est le sien plus 200.

## Création et différentes dénominations
- Août 1914 : 238e régiment d’infanterie
- Juin 1916 : dissolution.
- Septembre 1939 : le régiment est reformé.

## Chefs de corps
Campagne 14-18 :
Campagne 39-40 :
- 1939 : lieutenant-colonel Dubois.
- 1939-1940 : sergent Goyon Antoine
- 1939-1940 : commandant Pierre Eugène Cognet

## Historique des garnisons, combats et batailles du238eRI

### Première Guerre mondiale

#### Affectation
Affectations : casernement à Saint-Étienne, 125e brigade d'infanterie, 13e région, 1er groupe de Réserve à la 63e division d'infanterie d'août 1914 à juin 1916.

#### 1914
Greneveuille, secteur de Mulhouse sans prendre part à la bataille...La Somme...bataille de la Marne, bataille de l'Ourcq...Ambleny...L'Aisne (d'août à décembre)

#### 1915
L'Aisne, Nouvron, Vigré...Soissons... Secteur Saint-Paul, fermes Boves.

#### 1916
Aisne... Soissons (janvier à février), puis Loivre (mars à mai), Verdun (juin)... Secteur du fort de Vaux.
Le régiment est dissout en juin 1916.

### Seconde Guerre mondiale
Le 238e régiment d'infanterie est reformé le 2 septembre 1939 dans le secteur de Saint-Étienne par le CMI no 131 sous les ordres du lieutenant-colonel Dubois. Il appartient à la 63e division d'infanterie.

## Drapeau
Il porte, cousues en lettres d'or dans ses plis, les inscriptions suivantes :
- L'Ourcq 1914
- Verdun 1916

## Décorations décernées au régiment
Aucune citation au régiment.

### Sources et bibliographie
- Archives militaires du château de Vincennes.
- À partir du Recueil d'historiques de l'Infanterie française (général Andolenko - Eurimprim 1969).